# Kobylá nad Vidnavkou
Kobylá nad Vidnavkou là một làng thuộc huyện Jeseník, vùng Olomoucký, Cộng hòa Séc.